# Colobanthus affinis
Colobanthus affinis là loài thực vật có hoa thuộc họ Cẩm chướng. Loài này được (Hook.) Hook.f. mô tả khoa học đầu tiên năm 1855.